# Station Hoshida
Station Hoshida  (星田駅,  Hoshida-eki) is een spoorwegstation in de Japanse stad Katano. Het wordt aangedaan door de Gakkentoshi-lijn. Het station heeft twee sporen, gelegen aan twee zijperrons. 

## Treindienst

### JR West
| 1 | ■ Gakkentoshi-lijn | richting Shijōnawate en Kyōbashi |
| 2 | ■ Gakkentoshi-lijn | richting Matsuiyamate en Kizu    |

## Geschiedenis
Het station werd geopend in 1898. Tussen 1941 en 1948 was het station verbonden met het Ōsaka-menutiedepot. In 1979 werd het station vernieuwd.

## Overig openbaar vervoer
Er bevindt zich een busstation nabij het station. Er vertrekken bussen van Keihan.

## Stationsomgeving
- Shopping Center Top World (winkelcentrum)
- Hoshida-kapel
- Viva Mall (winkelcentrum)
- Autoweg 20
- Autoweg 154
- Autoweg 157

Kizu · Nishi-Kizu · Hōsono · Shimokoma · JR Miyamaki · Dōshisha-mae · Kyōtanabe · Ōsumi · Matsuiyamate · Nagao · Fujisaka · Tsuda · Kawachi-Iwafune · Hoshida · Higashi-Neyagawa · Shinobugaoka · Shijōnawate · Nozaki · Suminodō · Kōnoikeshinden · Tokuan · Hanaten · Shigino · Kyōbashi